# علف شهپر هاول
علف شهپر هاول (نام علمی: Isoëtes howellii) نام یک گونه از سرده علف شهپر است.